# オランダの戦艦建造計画
オランダの戦艦建造計画（おらんだのせんかんけんぞうけいかく）として、オランダが建造を企画したものの実現に至らなかった戦艦について本項に記述する。

## 背景
近代から第二次世界大戦までのオランダ海軍の基本方針は以下のようなものであった。
- 本国：機雷と水雷艇で要港の防御を固める
- 植民地：国家の資金源であるため、優先的に主力艦や潜水艦を配備し、きな臭いアジア情勢に備える

オランダは国力の問題から本国と植民地の両方に充分な兵力を配備することは不可能であるため、資源の少ない本国より実入りの良い植民地の防衛に戦力を割くという、欧州の国としては珍しい選択肢を取っていた。海防戦艦等の大型艦や軽巡洋艦、駆逐艦の大部分は植民地防護に回され、またオランダ領東インド（蘭印）向けに小国としては有力な艦が計画されていた。

## 7,600t海防戦艦案
1912年に海防戦艦「デ・ゼーヴェン・プロヴィンシェン」の発展形として排水量 7,600t の海防戦艦を4隻整備する提案が議会に提出された。だがこれは、「より強力な戦艦を」という海軍関係者の強い要望により1912年には排水量 20,688tの戦艦整備計画に発展した。
諸元 　 
- 基準排水量：7,600トン
- 兵装：25cm 連装砲2基（28cm の説あり）
- 最大速力：18ノット
- 同型艦：4隻

## 20,688t戦艦案
1912年に提案された7,600t海防戦艦案は1913年には排水量20,688tの戦艦9隻を整備する案に発展した。設計は大型艦の建造能力に長けたドイツのゲルマニア社に発注された。

### 艦形
船体は平甲板型船体で、艦首甲板上に35.6cm砲を収めた連装式砲塔を背負い式に2基配置、その後から六角形の上部構造物が始まり、司令塔を基部に持つ操舵艦橋の背後に三脚式の前檣の背後には2本煙突が立つ。周囲は艦載艇置き場となっており、前後の三脚マストの基部に1基ずつ付いたクレーンにより運用された。後檣は後ろ向きの三脚檣で上部構造物は終了し、後部甲板上に3・4番主砲塔が後向きの背負い式で2基配置した。副砲の15cm速射砲は上部構造物の側面にケースメイト配置で単装砲架を片舷8基ずつ計16基を装備し、その他に対水雷艇用に7.5cm単装砲を上部甲板上に単装砲架で片舷6基ずつ計12基装備した。50cm水中魚雷発射管は艦首に1門、舷側に2門ずつ計5門を装備した。
1番艦はゲルマニア社で1914年12月起工、1918年竣工を予定していたが、元々オランダにはそこまでの大戦艦を9隻も注文して代金を支払える国力も無く、程なく第一次世界大戦が始まった事により本計画は自然消滅した。
諸元
- 全長：184m
- 全幅：28m
- 吃水：9m
- 常備排水量：20,688トン
- 満載排水量：26,850トン
- 兵装：35.6cm（45口径）連装砲4基、15cm（45口径）単装速射砲16基、7.5cm（55口径）単装速射砲12基、50cm水中魚雷発射管5門
- 機関：石炭専焼水管缶-基+形式不明直結タービン3基3軸推進
- 最大出力：38,000shp
- 航続性能：-ノット/-海里
- 最大速力：22.0ノット
- 装甲 
  - 舷側装甲：250mm
  - 甲板装甲：50mm
  - 主砲塔装甲：250mm（前盾）、-mm（側盾）、-mm（後盾）、-mm（天蓋）
- 同型艦：9隻

## 参考図書
- 『Conway All The World's Fightingships 1860-1905』（Conway）
- 『Conway All The World's Fighting Ships 1906-1921』（Conway）